# Girolamo Macchietti

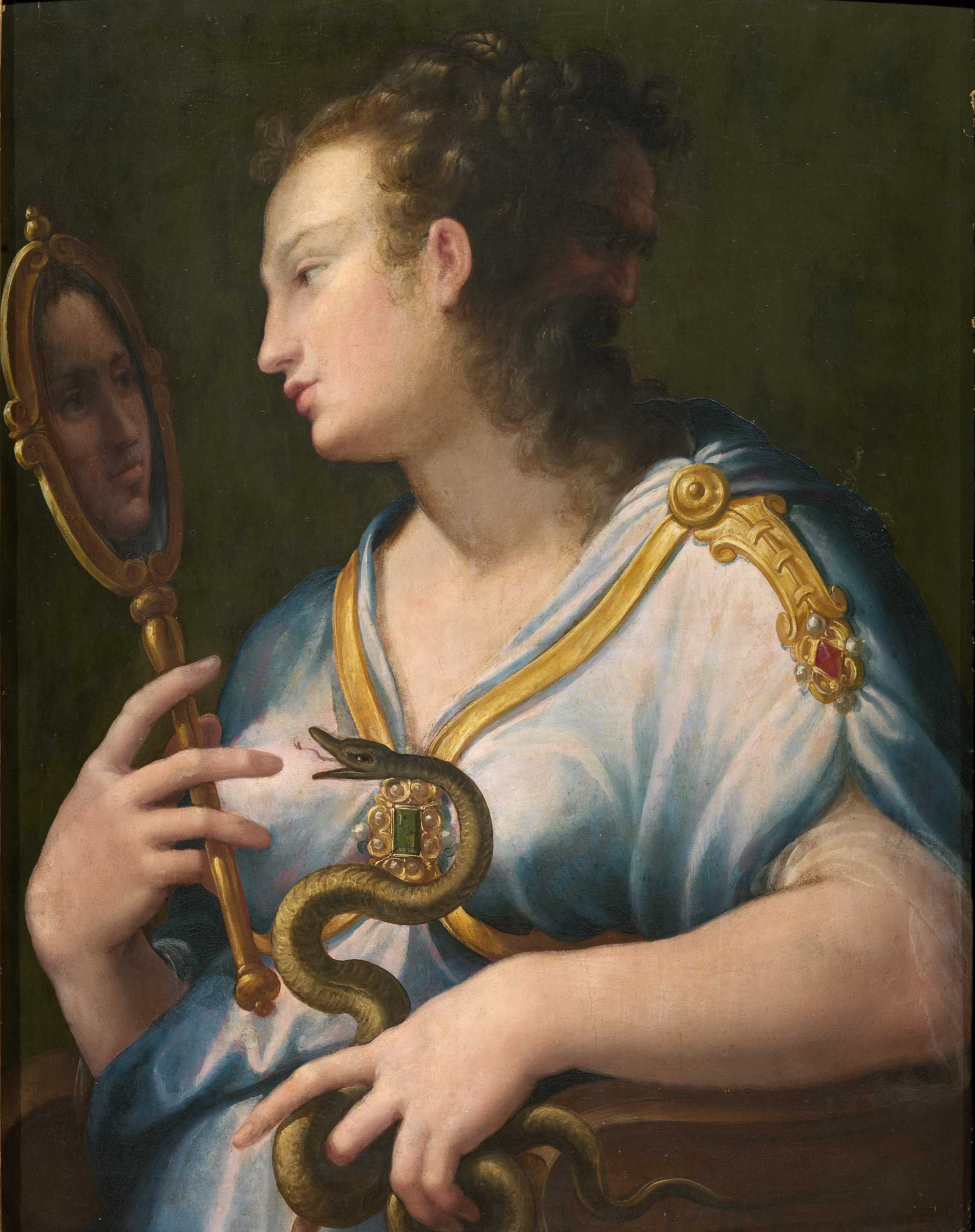
Al·legoria de la Prudència

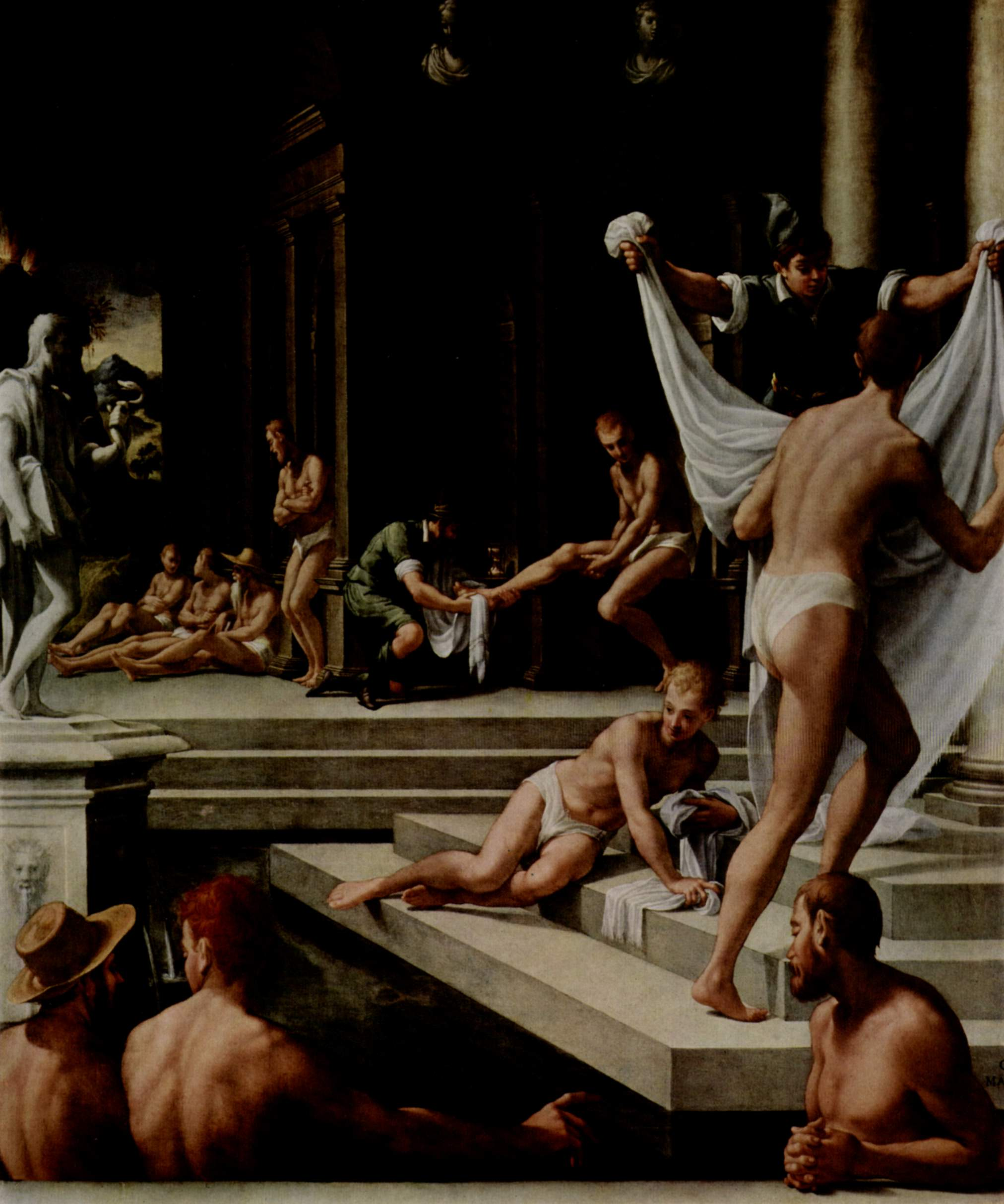
Els banys de PozzuoliPalazzo Vecchio, Florència.

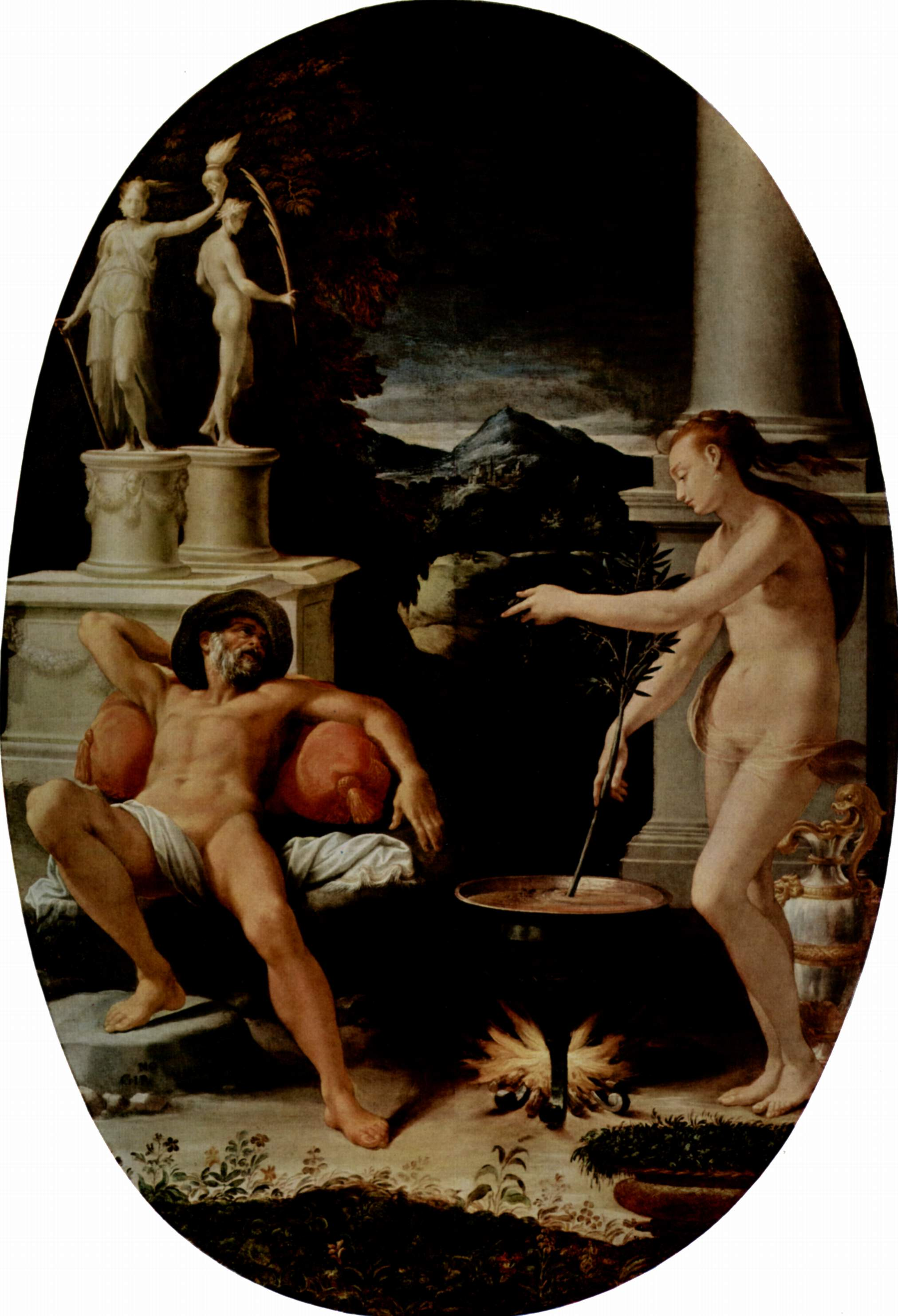
Jàson i Medea, Palazzo Vecchio, Florència.

Girolamo Macchietti o Girolamo di Francesco di Mariotto Macchietti també conegut com a Girolamo del Crocifissaio (circa 1535 / 1541-1592) va ser un italià, pintor actiu a Florència, que va treballar dins del moviment del manierisme.

## Biografia
Va ser deixeble de Michele di Ridolfo del Ghirlandaio. Durant 1556 al 1562, va treballar com a assistent de Giorgio Vasari en la decoració del Palazzo Vecchio, on va treballar amb Mirabello Cavalori. Després de passar dos anys a Roma per completar la seva formació 
el 1563 va retornar a Florència, on es va convertir en membre de l'acabada de crear Acadèmia de Belles Arts de Florència. Sota els auspicis de la mencionada institució va col·laborar (1564) al costat del seu amic Mirabello Cavalori en les grisalles per al cadafal del funeral de Michelangelo Buonarroti en San Lorenzo, Llorenç de Mèdici rep Michelangelo, obra perduda. Macchietti aviat es va fer amb un gran prestigi gràcies a obres que van ornar algunes de les més grans esglésies florentines (Adoració dels Reis Mags a la basílica de San Lorenzo o el Martiri de Sant Llorenç a Santa Maria Novella).
Per al següent gran projecte de l'Acadèmia, el casament del futur gran duc Francesc I de Mèdici amb Joana d'Àustria (1565), Macchietti va contribuir amb una pintura monocroma amb el tema de la Fundació del monestir de Monte Oliveto Maggiore (perduda) per a l'Arc de la Religió, estructura efímera construïda per a l'ocasió.
Va participar en la decoració, també dirigida per Vasari, de l'Estudi de Francesco I amb dos llenços, un relatiu a Jàson i Medea (1570) i l'altre sobre Banys de Pozzuoli (1572). El 1577, va completar una Glòria di Sant Llorenç per a la catedral d'Empoli.
Sembla que aproximadament per aquestes dates va perdre el favor dels Mèdici, i va haver d'anar-se'n al sud d'Itàlia, on va romandre fins a 1585. Posteriorment va tornar a viatjar a Roma i es va traslladar a Espanya, on va viure durant dos anys (1587-1589). No hi ha obres registrades a partir d'aquests viatges.

## Obres destacades
- Epifania (1568, Basílica de San Lorenzo, Florència)
- Jàson i Medea (1570-72, Studiolo de Francesc I, Palazzo Vecchio, Florència)
- Els banys de Pozzuoli (1570-72, Studiolo de Francesc I, Palazzo Vecchio, Florència)
- Martiri de Sant Llorenç (1573, Santa Maria Novella, Florència)
- Mare de Déu de la cinta (1574, Santa Agata, Florència)
- Apoteosi de Sant Llorenç (1577, Catedral d'Empoli)
- Al·legoria de la Prudència (Col·lecció privada)[n. 1]
- Crucifixió (1590, San Giovanni di Scopoli, Florència)